# Курганці
Ку́рганці  — село в Україні, у Житомирському районі Житомирської області. Входить до складу Хорошівської селищної громади. Населення становить 127 осіб.

## Історія
У 1906 році слобода Горошківської волості Житомирського повіту Волинської губернії. Відстань від повітового міста 49 верст, від волості 7. Дворів 4, мешканців 30.

## Населення
За даними перепису 2001 року населення села становило 127 осіб, з них 99,21 % зазначили рідною українську мову, а 0,79 % — російську.